# Mölln (Mecklembourg)
Pour les articles homonymes, voir Mölln.
Mölln est une commune rurale allemande du Mecklembourg appartenant à l'arrondissement du Plateau des lacs mecklembourgeois et au canton (Amt) de Stavenhagen. Sa population s'élevait à 535 habitants au 31 décembre 2010.

## Géographie
Mölln se trouve à dix-huit kilomètres au sud-est de Stavenhagen et à dix kilomètres au nord-ouest de Neubrandenbourg. Le village est relié au chemin de fer depuis 1864. Le lac de Mölln de 15,5 hectares se trouve dans le territoire de la commune qui englobe également les hameaux de Buchholz, Klein Helle (avec son manoir et ses imposants bâtiments agricoles abandonnés) et Groß Helle, Lüdershof et Wrodow connu pour son château.

## Histoire
Mölln est un ancien domaine seigneurial fondé en 1316 dans une ancienne zone de peuplement slave. Le village possède toujours son manoir qui, après plusieurs années d'abandon, a été restauré pour servir de maison communale. La population du village est en constante diminution. Il a par exemple perdu 15 % de sa population pour la seule année 2007. Le château de Wrodow à proximité a été construit en 1860. Il sert entre autres de lieu d'expositions.

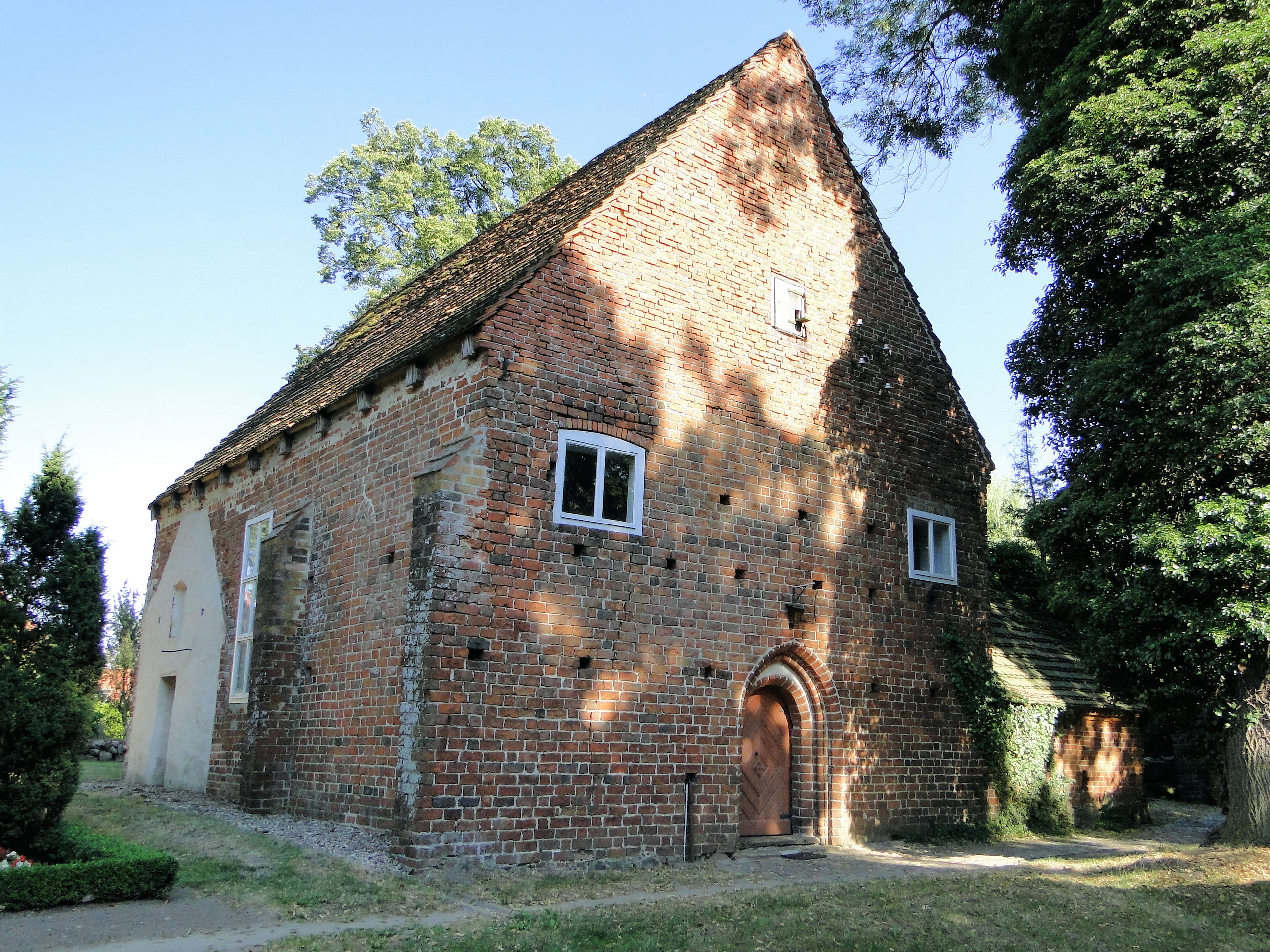
La petite église de Mölln
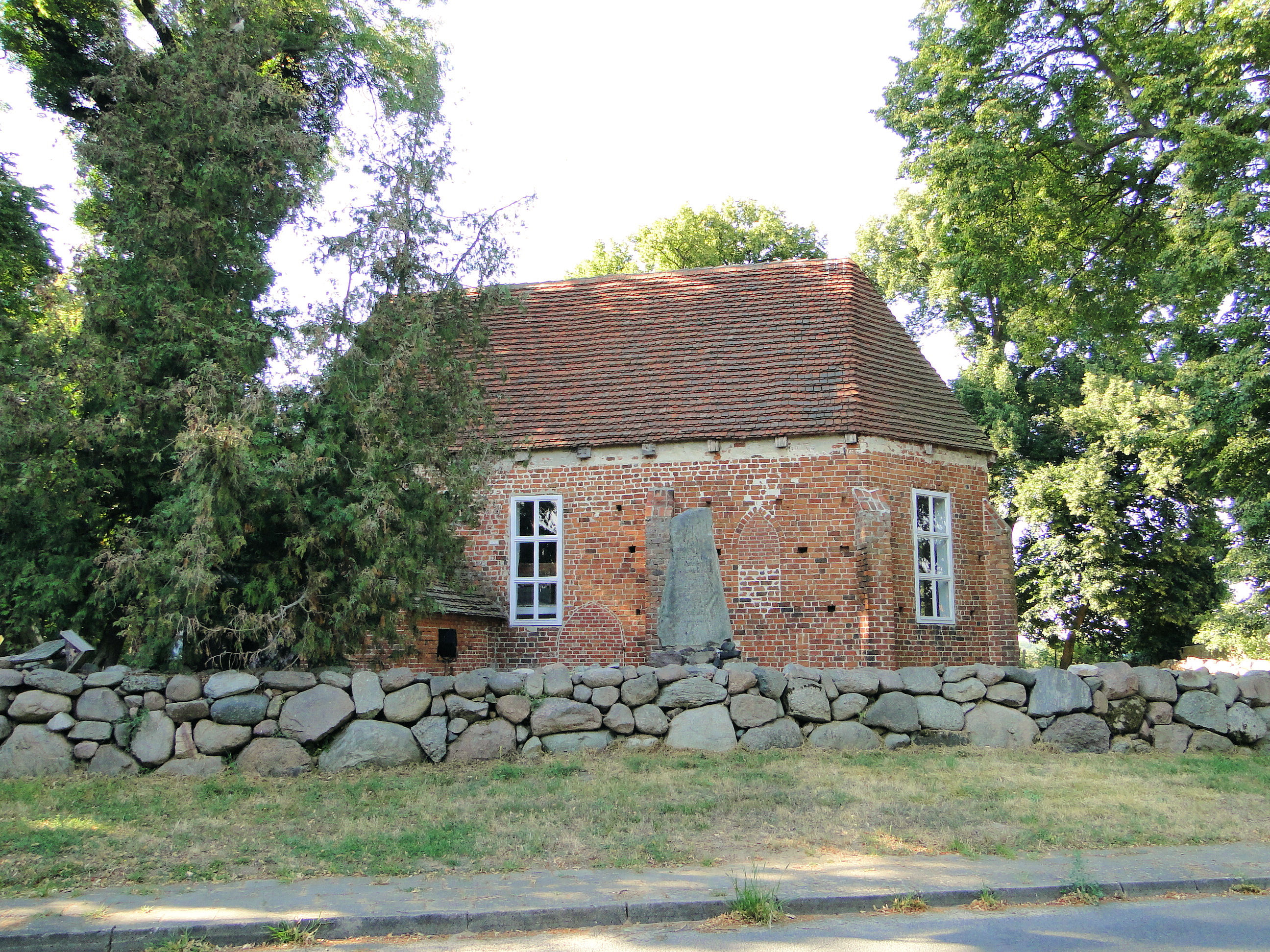
La petite église de Mölln et son monument aux morts
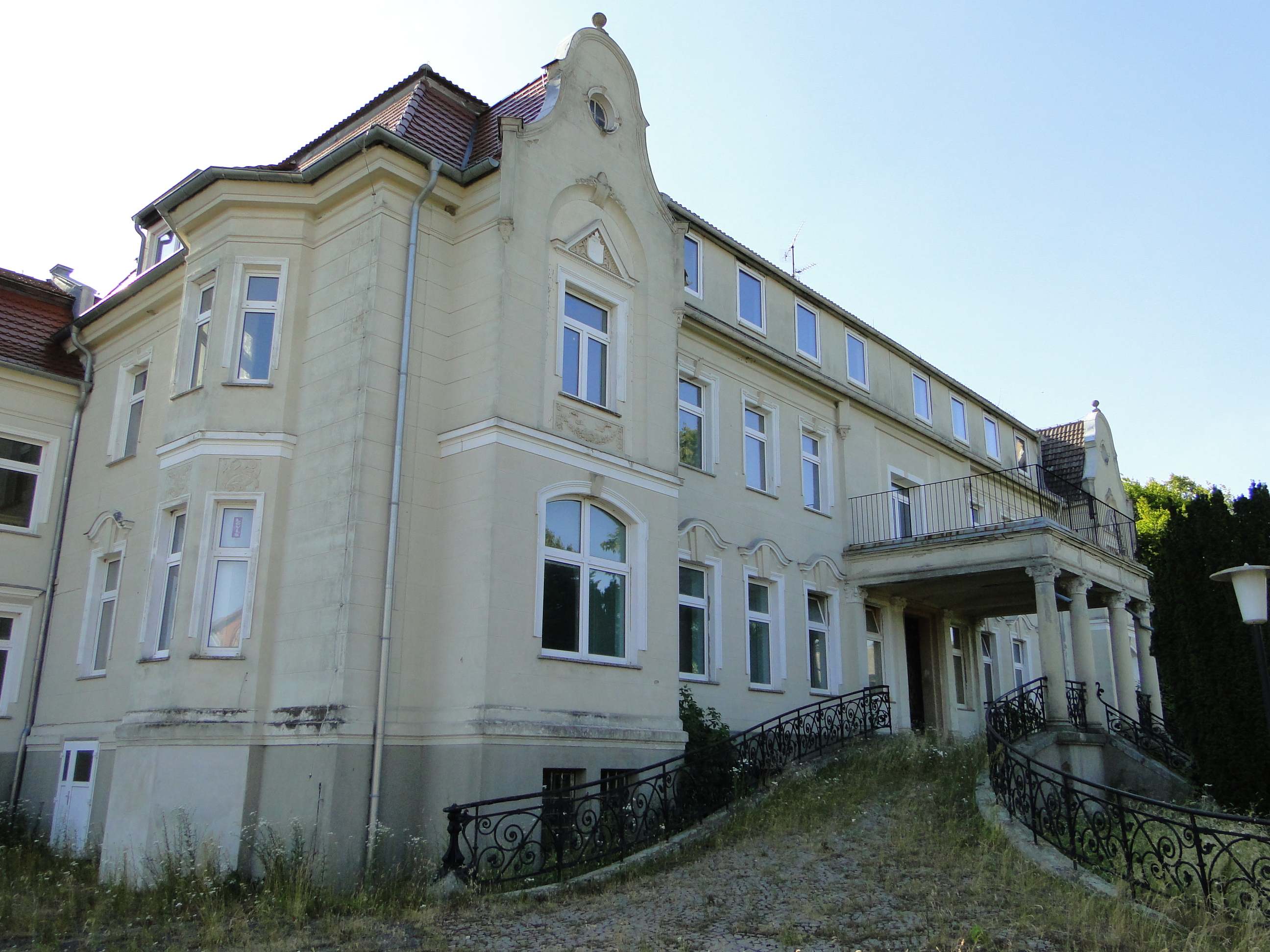
L'ancien manoir de Klein Helle
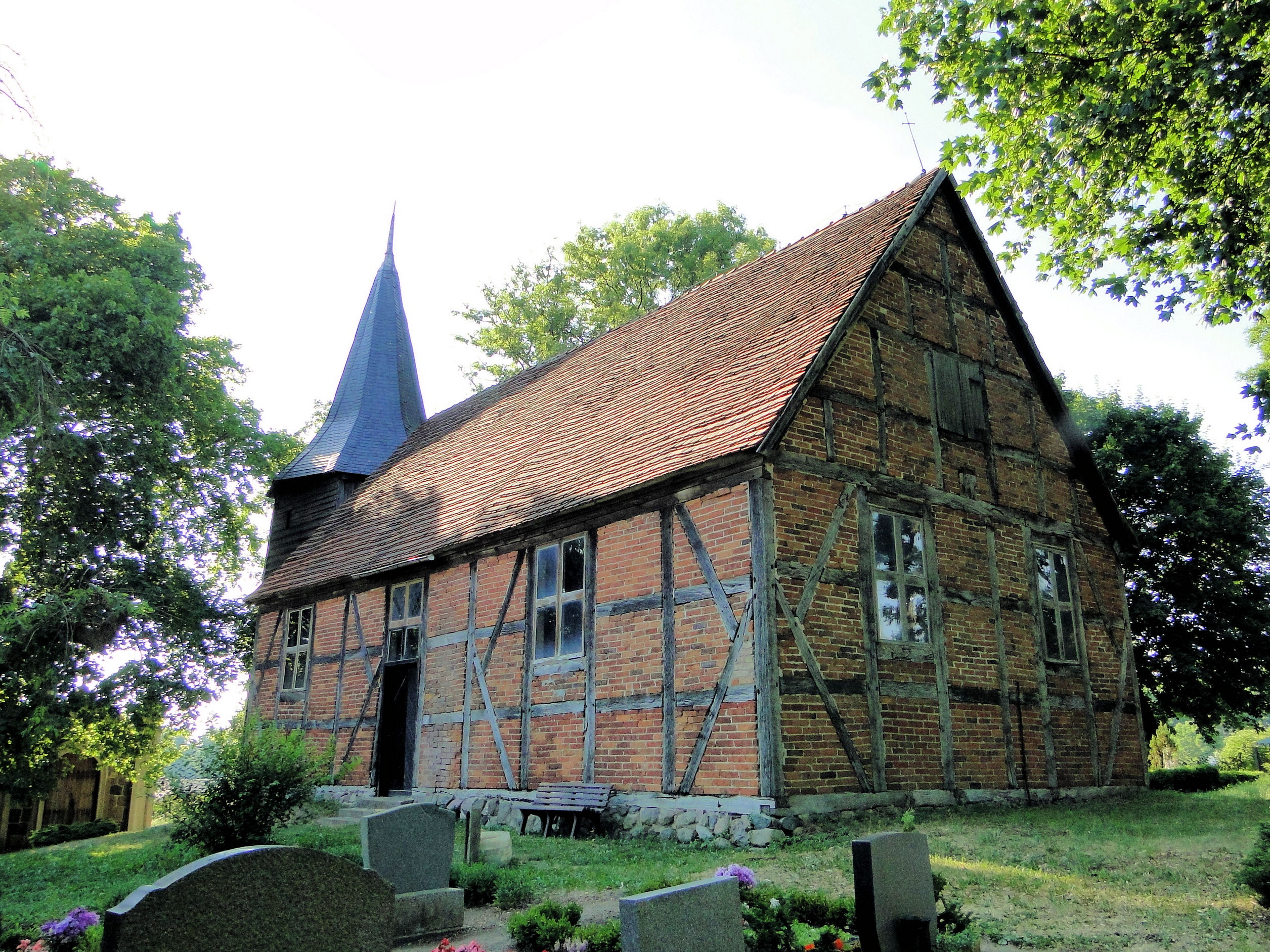
L'église de Klein Helle

## Personnalités liées à la ville
- Friedrich von Schuckmann (1755-1834), homme politique né à Mölln.